# Athena (wrestler)
Adrienne Reese, meglio conosciuta con il ring name Athena (Garland, 31 agosto 1988), è una wrestler statunitense sotto contratto con la All Elite Wrestling.
Dal 2015 al 2021 è stata sotto contratto con la WWE, dove ha vinto una volta l'NXT Women's Championship e una volta l'NXT Women's Tag Team Championship insieme a Shotzi Blackheart.

## Carriera

### WWE (2015-2021)

#### NXT(2015-2018)
L'11 settembre 2015 viene annunciata la sua firma con la WWE, venendo assegnata al roster di NXT. Compie il proprio debutto in un tag team match il 10 ottobre seguente, nel corso di un house show, con il ring name di Adrien Reese. Successivamente utilizza il nome Adrienne Reese, sino al giugno 2016. L'8 giugno, nel corso di NXT TakeOver: The End, sconfigge Peyton Royce in un dark match sotto il nuovo nome di Ember Moon.
La Reese compie il suo debutto ufficiale il 20 agosto seguente ad NXT TakeOver: Brooklyn II, come face, dove sconfigge Billie Kay. Nella puntata di NXT del 7 settembre, batte la jobber Leah Von. Nella puntata di NXT del 28 settembre, ha sconfitto Mandy Rose. Nella puntata di NXT del 9 novembre, ha la meglio su Racheal Evers. Nella puntata di NXT del 23 novembre, fa coppia con Aliyah e Liv Morgan battendo Billie Kay, Daria Berenato e Peyton Royce. Nella puntata di NXT del 7 dicembre, ha sconfitto Kimber Lee. Nella puntata di NXT del 4 gennaio 2017, vince un Triple Threat Match battendo Billie Kay e Liv Morgan. Nella puntata di NXT del 25 gennaio, batte Liv Morgan. Nella puntata di NXT del 1º febbraio, batte anche Aliyah. Nella puntata di NXT del 15 febbraio, in coppia con Liv Morgan perdono contro le Iconic Duo (Billie Kay e Peyton Royce). Nella puntata di NXT del 22 febbraio, ha partecipato al Triple Threat Match per determinare la sfidante al titolo contro Peyton Royce e Liv Morgan, ma è stato vinto dalla Royce. Nella puntata di NXT dell'8 marzo, ha sconfitto Billie Kay. Il 1º aprile, ad NXT TakeOver: Orlando, perde contro l'NXT Women's Champion Asuka non conquistando la cintura. Nella puntata di NXT del 3 maggio, prende parte a una Battle Royal per determinare la sfidante all'NXT Women's Championship di Asuka, tuttavia il match termina in no contest, quando la campionessa attacca sia lei, che Ruby Riott che Nikki Cross, mettendole fuori gioco definitivamente; tuttavia, il General Manager di NXT William Regal, decide di inserire tutte e tre nel match titolato in programma a NXT TakeOver: Chicago. L'8 maggio, la WWE ha comunicato che Ember Moon ha subito un infortunio alla spalla, che l'ha costretta a rimanere ferma per 4-5 settimane, saltando così la sfida contro Asuka, Nikki Cross e Ruby Riot valida per l'NXT Women's Championship (detenuto da Asuka) per NXT TakeOver: Chicago. Tale match è stato vinto dalla campionessa, che ha dunque mantenuto il titolo. È ritornata a sorpresa nella puntata di NXT del 21 giugno, sconfiggendo Peyton Royce. Il 19 agosto, a NXT TakeOver: Brooklyn III, ha affrontato Asuka per l'NXT Women's Championship ma è stata sconfitta, fallendo l'assalto al titolo. Nella puntata di NXT del 18 ottobre, batte Ruby Riott e Sonya Deville qualificandosi per l'NXT Women's Championship Match per il titolo reso vacante dopo il debutto di Asuka nel main roster.
Il 18 novembre, a NXT TakeOver: WarGames, ha vinto un Fatal 4-Way match che includeva anche Kairi Sane, Nikki Cross e Peyton Royce conquistando così il vacante NXT Women's Championship per la prima volta. Nella puntata di NXT del 27 dicembre, ha difeso con successo il titolo contro Sonya Deville. Nella puntata di NXT dell'11 gennaio 2018, salva Dakota Kai da un brutale attacco da parte di Shayna Baszler, che l'aveva poco prima sconfitta per decisione arbitrale dopo averle quasi piegato un braccio. Nella puntata di NXT del 18 gennaio, salva Aliyah da un ulteriore attacco di Shayna Baszler, sfidandola in un match mettendo in palio la cintura, che viene accolta dalla Queen of Spades, ufficializzato poi in quel di NXT TakeOver: Philadelphia. Nella puntata di NXT del 25 gennaio, avviene un confronto fra Ember Moon e Shayna Baszler, dove la Moon afferma che la sua rivale è soltanto una bulla e che sarà fermata. Il 27 gennaio, a NXT TakeOver: Philadelphia, ha difeso con successo il titolo contro Shayna Baszler. Il 28 gennaio, alla Royal Rumble, ha fatto la sua prima apparizione nel maim roster partecipando all' omonimo match femminile entrando col numero 23 ma è stata eliminata da Asuka. Nella puntata di NXT dell'8 febbraio, accetta un'ulteriore sfida lanciatale da Shayna Baszler. Nella puntata di NXT del 15 febbraio, ha affrontato Shayna Bazsler con in palio l'NXT Women's Championship, ma è stata sconfitta per squalifica a causa dell'intervento di Kairi Sane (e senza dunque il cambio di titolo). Nella puntata di NXT del 15 marzo, ferma Shayna Baszler dall'attaccare nuovamente Dakota Kai, e grazie anche al suo aiuto, la mette fuori gioco. Il 7 aprile, a NXT TakeOver: New Orleans, la Moon ha perso il titolo contro Shayna Baszler dopo 140 giorni di regno, in quella che sarà la sua ultima apparizione ad NXT.

#### Varie faide (2018-2019)
Ember Moon ha debuttato nel main roster come face nella puntata di Raw del 9 aprile dove lei e la Raw Women's Champion Nia Jax hanno sconfitto Alexa Bliss e Mickie James. Nella puntata di Raw del 16 aprile, ha sconfitto Mickie James. Nella puntata di Raw del 23 aprile Ember Moon, Bayley, Natalya, Nia Jax e Sasha Banks sono state sconfitte da Alexa Bliss, Mickie James e la Riott Squad per squalifica a causa dell'intervento di Ronda Rousey. Nella puntata di Raw del 7 maggio, ha vinto un Triple Threat match che includeva anche Ruby Riott e Sasha Banks, qualificandosi per il Money in the Bank Ladder match, vinto da Alexa Bliss all'omonimo pay-per-view.
Il 18 settembre, prende parte alla seconda edizione del Mixed Match Challenge, sostituendo Alexa Bliss e facendo coppia con Braun Strowman, battendo nel loro primo match Natalya e Kevin Owens. L'8 ottobre, al Mixed Match Challenge, Ember e Braun hanno sconfitto Bayley e Finn Bálor. Nella puntata di Raw del 15 ottobre, Ember e Nia Jax hanno sconfitto Dana Brooke e la rientrante Tamina. Nella puntata di Raw del 22 ottobre, Ember vince un Fatal-4-Way schienando Tamina; la contesa vedeva coinvolte anche Nia Jax e Dana Brooke. Il 28 ottobre, ad Evolution, Ember ha partecipato alla 20-Women Battle Royal match dove la vincitrice avrebbe guadagnato una title-shot dal suo roster di appartenenza, ma è stata eliminata per ultima da Nia Jax. Il 27 novembre, al Mixed Match Challenge, Ember e Curt Hawkins, che sostituisce Braun per infortunio, vengono sconfitti da Alicia Fox e Jinder Mahal. Nella puntata di Raw del 3 dicembre, Ember e Ronda Rousey hanno sconfitto Nia Jax e Tamina. Nella puntata di Raw del 10 dicembre Ember, con Ronda Rousey a bordo ring, ha sconfitto Tamina, accompagnata da Nia Jax, match nel quale la Jax ha cercato di inferferire ma Ronda l'ha fermata. Nella puntata di Raw del 17 dicembre, Ember ha partecipato ad un 8-Women Gauntlet match per decretare la sfidante al Raw Women's Championship ed affrontare la campionessa femminile Ronda Rousey la settimana successiva, ma è stata eliminata per quinta da Natalya. Nella puntata di Raw del 24 dicembre Ember, Bayley e Sasha Banks hanno sconfitto Alicia Fox, Dana Brooke e Mickie James; a fine match, il trio vincente è stato attaccato alle spalle dalla Riott Squad. Nella puntata di Raw del 31 dicembre Ember, Bayley e Sasha Banks hanno sconfitto la Riott Squad. Nella puntata di Raw del 7 gennaio 2019, Ember e Apollo Crews hanno sconfitto Alicia Fox e Jinder Mahal. Nella puntata di Main Event del 18 gennaio, Ember e Dana Brooke sono state sconfitte da Alicia Fox e Mickie James. Il 27 gennaio, alla Royal Rumble, Ember entra con il numero 6; dopo 52 minuti viene eliminata da Alexa Bliss; durante la contesa riporta un infortunio al gomito che la terrà fuori per diverse settimane. Ember fa il suo ritorno il 7 aprile, nel Kick-off di WrestleMania 35, dove ha partecipato alla seconda edizione della WrestleMania Women's Battle Royal, ma è stata eliminata da Lana.
Con lo Shake-up del 16 aprile 2019 Ember Moon è stata trasferita nel roster di SmackDown; quella stessa sera lei, Asuka, Bayley e Kairi Sane hanno sconfitto le IIconics, Mandy Rose e Sonya Deville. Nella puntata di SmackDown del 30 aprile, viene annunciato che Ember prenderà parte al Money in the Bank Ladder match nell'omonimo pay-per-view. Nella puntata di SmackDown del 7 maggio, Ember e Carmella sono state sconfitte da Mandy Rose e Sonya Deville. Il 19 maggio, a Money in the Bank, Ember ha partecipato al Money in the Bank Ladder match che includeva anche Bayley, Carmella, Mandy Rose, Naomi, Natalya e Nikki Cross ma il match è stato vinto dalla prima. Nella puntata di SmackDown del 18 giugno, dopo varie settimane di screzi nel backstage con Mandy Rose e Sonya Deville, Ember ha uno scontro fisico proprio contro la Deville, interrotto solo dagli arbitri. Nella puntata di SmackDown del 25 giugno, Ember è stata sconfitta da Sonya Deville, dopo una distrazione causata da Mandy Rose. Nella puntata di SmackDown del 2 luglio, Ember ha sconfitto Mandy Rose. Nella puntata di SmackDown del 9 luglio, Ember ha un diverbio nel backstage con Mandy Rose e Sonya Deville, venendo sfidata in un tag team match per la settimana successiva, a patto che trovi una partner o se la dovrà vedere da sola. Nella puntata di SmackDown del 16 luglio, Ember trova nella SmackDown Women's Champion Bayley un'alleata e le due sconfiggono Mandy Rose e Sonya Deville; a fine match, la Moon viene sfidata da Bayley per un match valevole per lo SmackDown Women's Championship a SummerSlam, accettando e ufficializzando così l'incontro. Nella puntata di SmackDown del 23 luglio, Ember ha sconfitto Charlotte Flair grazie ad una distrazione di Bayley; a fine match, colpisce entrambe con l'Eclipse. Nella puntata di SmackDown del 30 luglio, Ember e la SmackDown Women's Champion Bayley sono state sconfitte da Alexa Bliss e Nikki Cross; a fine match, Bayley si vendica dell'attacco subito la settimana precedente e colpisce la Moon con il Bayley-to-Belly Suplex. Nella puntata di SmackDown del 6 agosto, Ember ha sfidato Natalya, ma il match si conclude in Double-Count Out, dove Natalya continua a sottomettere la Moon nella Sharpshooter fuori dal ring, fino al salvataggio di Bayley. L'11 agosto, a SummerSlam, Ember Moon è stata sconfitta da Bayley, fallendo l'assalto al titolo femminile di SmackDown. Nella puntata di SmackDown del 13 agosto, Ember è stata sconfitta da Charlotte Flair. Nella puntata di SmackDown del 10 settembre, Ember ha un confronto nel backstage con Bayley; più tardi, si affrontano in un match, dove la Moon ne esce sconfitta.
Nella puntata di Raw del 23 settembre 2019 Ember Moon è stata sconfitta da Lacey Evans per sottomissione; durante l'incontro ha subìto un infortunio alla caviglia che l'ha costretta ad uno stop durato un anno.

#### Ritorno adNXT(2020-2021)
Il 4 ottobre, a NXT TakeOver: 31, Ember ha fatto il suo ritorno dopo una lunghissima assenza di un anno al termine dell'incontro tra Io Shirai e Candice LeRae per l'NXT Women's Championship della Shirai vinto da quest'ultima. Nella puntata di NXT del 7 ottobre Ember e Rhea Ripley hanno sconfitto Dakota Kai e Raquel González. Nella puntata di NXT del 21 ottobre Ember ha sconfitto Jessi Kamea, ma poco dopo è stata brutalmente attaccata da Dakota Kai. Nella puntata di NXT del 4 novembre Ember è stata sconfitta da Dakota Kai. Nella puntata di NXT del 18 novembre Ember e Toni Storm hanno sconfitto Dakota Kai e Raquel González. Nella puntata di NXT del 25 novembre Ember è stata sconfitta da Candice LeRae. Il 6 dicembre, a NXT TakeOver: WarGames IV, Ember, Io Shirai, Rhea Ripley e Shotzi Blackheart sono state sconfitte da Candice LeRae, Dakota Kai, Raquel González e Toni Storm in un WarGames match. Nella puntata di NXT del 9 dicembre Ember è stata sconfitta da Raquel González. Nella puntata di 205 Live del 29 gennaio 2021 Ember e Shotzi Blackheart hanno sconfitto Marina Shafir e Zoey Stark nei quarti di finale del Dusty Rhodes Tag Team Classic femminile. Nella puntata di NXT del 10 febbraio Ember e Shotzi Blackheart sconfissero Candice LeRae e Indi Hartwell nelle semifinali del torneo, qualificandosi per la finale. Il 14 febbraio, a NXT TakeOver: Vengeance Day, Ember e Shotzi Blackheart affrontarono Dakota Kai e Raquel González nella finale del torneo venendo sconfitte. Nella puntata di NXT del 17 febbraio Ember e Shotzi sconfissero nuovamente Candice LeRae e Indi Hartwell. Nella puntata di NXT del 10 marzo Ember e Shotzi sconfissero Dakota Kai e Raquel González conquistando l'NXT Women's Tag Team Championship per la prima volta. Nella puntata di NXT del 24 marzo Ember e Shotzi difesero con successo i titoli contro Aliyah e Mercedes Martinez.
Il 5 novembre 2021 fu licenziata insieme a numerosi altri colleghi..

### Ritorno nel circuito indipendente (2022)
Il 12 febbraio 2022, tornó a combattere come Athena nel circuito indipendente, precisamente a Warrior Wrestling 19, dove pareggiò contro Thunder Rosa in un match durato trenta minuti.

### All Elite Wrestling (2022-presente)
Il 29 maggio 2022, debutta nella All Elite Wrestling a Double or Nothing, con il ring name Athena.

## Personaggio

### Mosse finali
- Eclipse (Diving corkscrew stunner)[14]
- Sitout scoop slam piledriver[15]

### Soprannomi
- "The War Goddess"[15]
- "The Wrestling Goddess"[16]
- "The Shenom"

## Titoli e riconoscimenti
- Absolute Intense Wrestling
  - AIW Women's Championship (1)[4]
- Anarchy Championship Wrestling

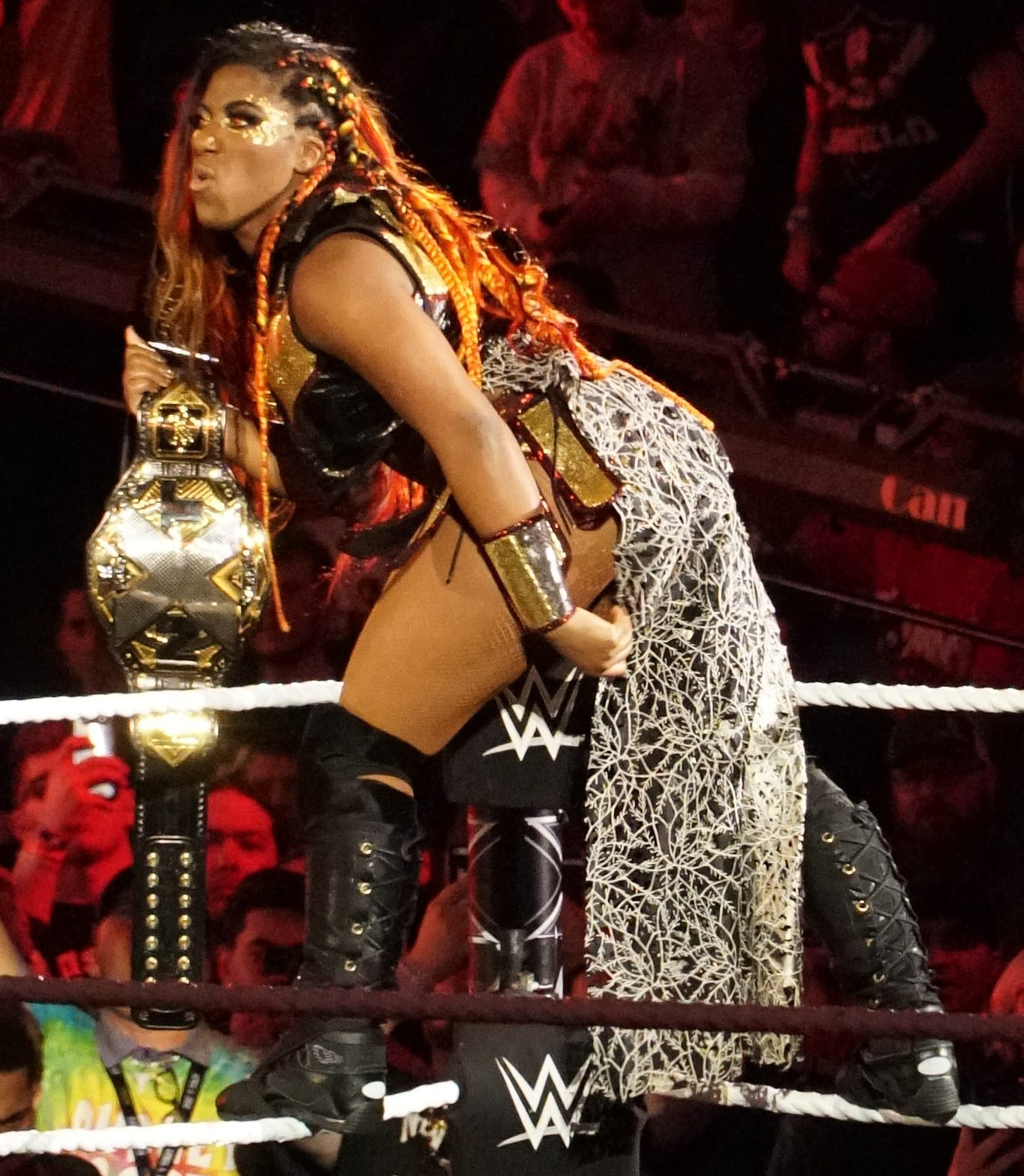
Ember Moon con l'NXT Women's Championship, titolo che ha detenuto una volta con un regno durato 140 giorni

  - ACW American Joshi Championship (3)[4]
  - ACW Televised Championship (1)[4]
  - ACW Queen of Queens Tournament (2012)[4]
- Pro Wrestling Alliance
  - PWA Women's Championship (1)[17]
- Ring of Honor
  - ROH World Women's Championship (1)
- Pro Wrestling Illustrated
  - 18ª tra le 50 migliori wrestler nella PWI Female 50 (2017)[18]
- Women Superstars Uncensored/Combat Zone Wrestling
  - Queen and King of the Ring (2013) – con AR Fox
- WWE
  - NXT Women's Championship (1)[19]
  - NXT Women's Tag Team Championship (1)[20] – con Shotzi Blackheart